# Русский врач
«Русский врач» — еженедельная медицинская газета издававшаяся в Российской империи. 
Газета «Русский врач» издавалась на русском языке в столице Российской империи городе Санкт-Петербурге. 
Первый номер этого печатного издания вышел в свет 27 октября 1901 года, вместо прекратившейся за смертью врача, профессора и публициста Вячеслава Авксентьевича Манасеина медицинской газеты «Врач».
Тематика газеты «Русский врач» была посвящена всем существовавшим в начале XX века отраслям клинической медицины, общественной и личной гигиене, производственной и общей санитарии и другим подобным аспектам.
Первыми редакторами газеты «Русский врач» были Владимир Валерьянович Подвысоцкий и доктор С. В. Владиславлев.
В газете «Русский врач» публиковали свои труды Фёдоров С. П., Зимницкий, С. С., Ивашенцов Г. А. и другие светила российской медицины.

## Электронные издания журнала
- Электронные копии «Русского врача»  в путеводителе РНБ «Газеты в сети и вне её»
- 3.1904, no. 1-26 Hathitrust Harvard University = Google Books = Internet Archive
- 3.1904, no. 27-52 Hathitrust Harvard University = Google Books = Internet Archive
- 5.1906, no. 1-26 Hathitrust Harvard University = Google Books = Internet Archive
- 5.1906, no. 27-52 Hathitrust Harvard University = Google Books = Internet Archive